# Вибори Президента Шрі-Ланки 2015
Президентські вибори відбулися в Шрі-Ланці 8 січня 2015 року, за два роки достроково. Поточний президент Махінда Раджапакса був кандидатом з партії Об'єднаний Альянс Свободи, який йшов на третій термін. Об'єднана Національна Партія (ОНП) вирішила виступити на полі Маїтріпали Сірісени, колишнього міністра охорони здоров'я в кабінеті Раджапакси, а також генерального секретаря Партії свободи - головної партії УПФА його спільного кандидата.
Сірісена був оголошений переможцем після отримання 51,28% від загальної кількості голосів, порівняно з 47,58% у Раджапакси. Коли Раджапаксе призначив вибори в листопаді 2014 року, він переконався, що переможе. 11 січня 2015 року новий уряд оголосив про спеціальне розслідування заяв про спроби перевороту Раджапакси.

## Карти

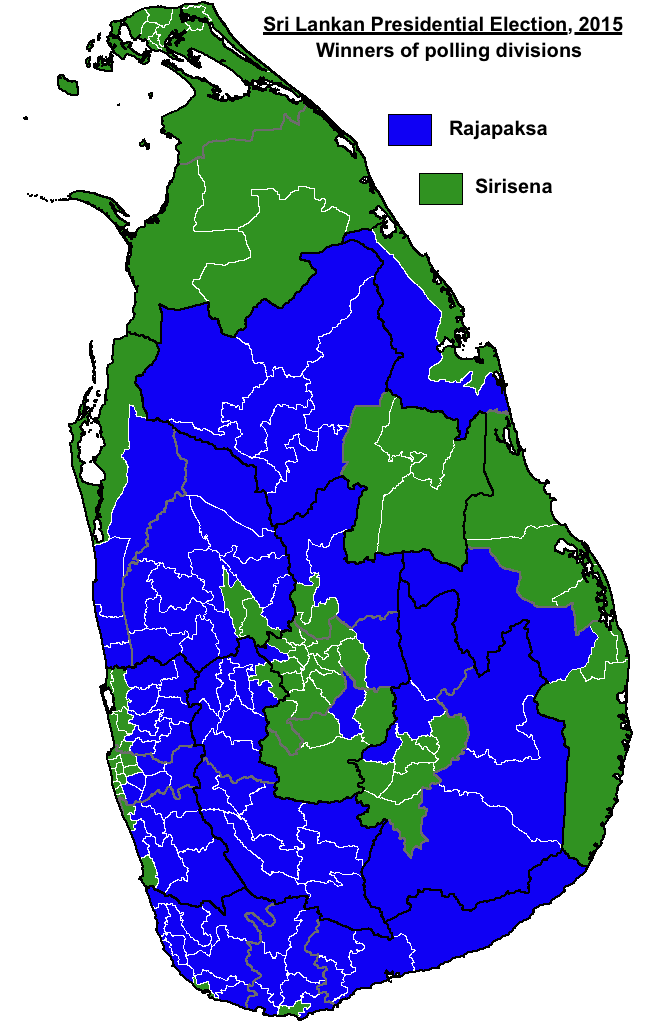
Переможці виборчих підрозділів
ільшість за виборчими підрозділами
Більшість за виборчими округами
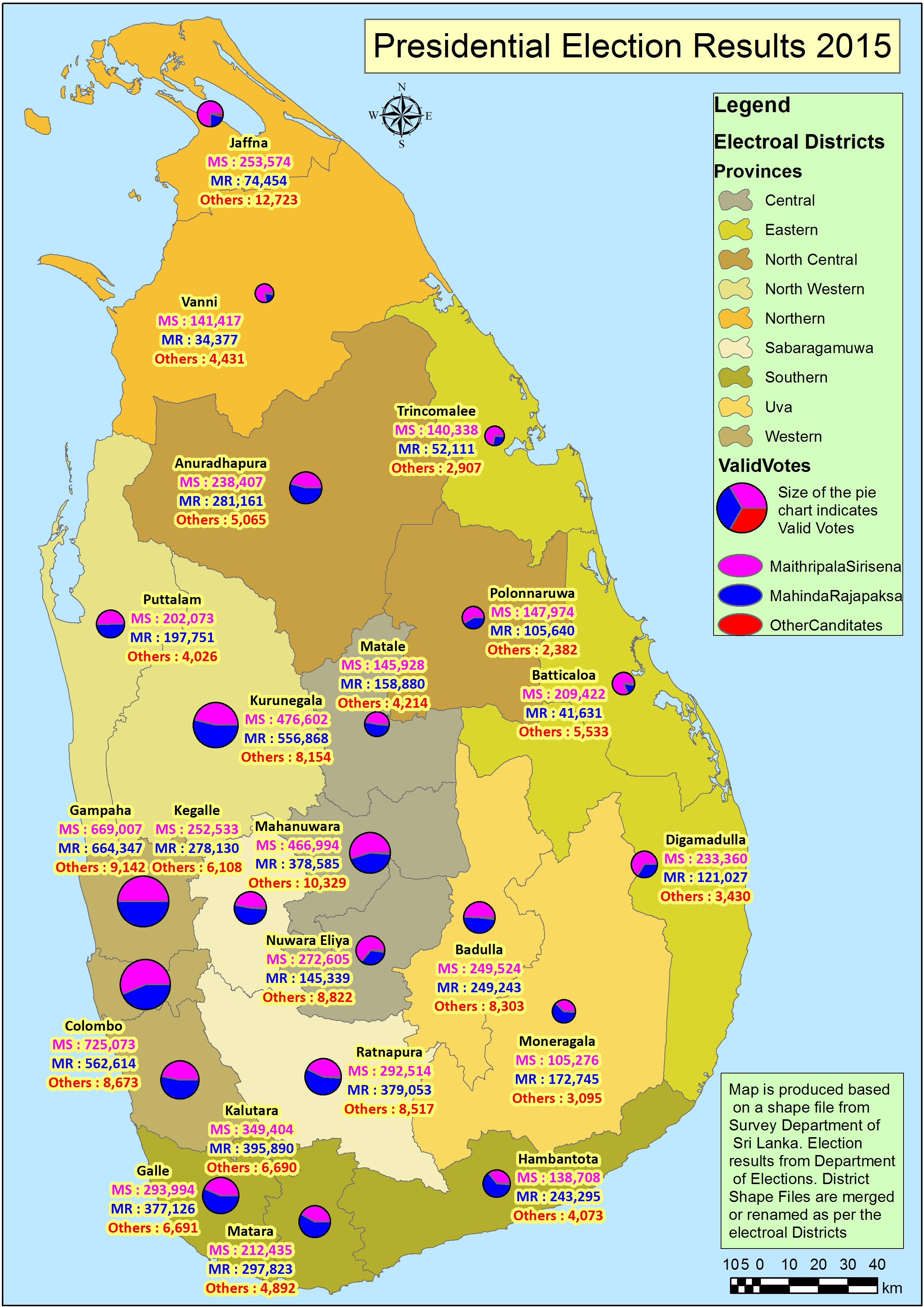
Результати президентських виборів у Шрі-Ланці 2015